# 조셉 마짜리노
조이 매저리노(Joey Mazzarino, 1968년 6월 4일 ~ )는 미국의 작가, 배우이다.
뉴욕주에서 태어났다.

## 영화
- 팔로우 댓 버드 (1985년)